# Backtravssläktet
Backtravssläktet (Arabidopsis) är ett  släkte av växter i familjen korsblommiga växter. Dess 11 arter växer främst i tempererade miljöer på norra halvklotet.

## Arter
Släktet har 11 arter:
- Arabidopsis arenicola
- Arabidopsis arenosa (sandtrav)
- Arabidopsis cebennensis
- Arabidopsis croatica
- Arabidopsis halleri (gruvtrav)
- Arabidopsis lyrata
- Arabidopsis neglecta
- Arabidopsis pedemontana
- Arabidopsis petrogena
- Arabidopsis suecica (grustrav)
- Arabidopsis thaliana (backtrav)